# Torres de Arneiro
Las llamadas “Torres de Arneiro” (43°14′53″N 07°28′53″O / 43.24806, -7.48139) fueron un sistema de radionavegación compuesto por tres torres montadas por personal alemán en las parroquias lucenses de Arneiro y Momán, término municipal de Cospeito, comarca de Tierra Llana, tras finalizar la guerra civil española. Las trajeron desde Alemania en 1940. El material, fue construido por A.C. Lorenz.

## Historia

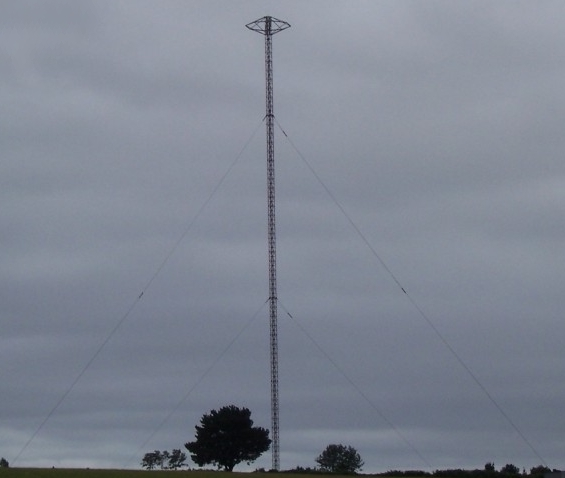
Torre central (feb 2009)

El gobierno de Franco compró dos estaciones Sonne Consol para el Ejército del Aire, estas facilitaban el posicionamiento y seguimiento de barcos y aviones en el Atlántico y Cantábrico. En España se instalaron la primera en Lugo y otra en Guillena Sevilla. Se trataba de una tecnología que los alemanes habían desarrollado con el nombre de Sonne-Consol Beacon.
Durante la Segunda Guerra Mundial la base sufrió averías y a los alemanes les fue imposible hacer llegar las piezas de recambio para subsanarlas;  no obstante, los británicos suministraron dichas piezas, mostrando así un claro ejemplo de que estas antenas eran empleadas por ambos bandos[cita requerida].
Las instalaciones dependían del Ejército del Aire de España hasta 1962, año en el que fueron transferidas a Aviación Civil, prestando servicio de control de navegación aérea hasta 1971. En 1980 las antenas fueron apagadas definitivamente, quedando fuera de servicio.
En la actualidad la base se encuentra totalmente arruinada, la torre norte fue derribada por efecto del viento durante el invierno de 2006. Las otras dos de las tres torres que formaban el complejo y se mantenían en pie fueron derribadas el 24 de enero de 2009, por un temporal con fuertes vientos; durante este temporal también fueron derribados grandes pinos que cayeron sobre algunos de los barracones de la estación central.
La situación de abandono que tenían estas instalaciones no fue impedimento para que grupos de radioaficionados, sirviéndose de generadores eléctricos aplicados a equipos de transmisión, se conectasen a las antenas, habiéndolas hecho funcionar, por ejemplo, en la primavera de 1997, en la que se consiguió que una serie de mensajes llegasen a toda Europa, Estados Unidos, África, Asia e incluso hasta Nueva Zelanda, a 17.000 kilómetros de distancia.
En los aledaños de la antena central solo quedan en estado de ruina también otros edificios, como el que albergaba los equipos de transmisión, un barracón dedicado a cocina, duchas y dormitorio, la sala de oficiales, un aljibe y un garaje, en el cual se ubicaban los generadores diésel de fabricación sueca. Una inscripción grabada en la base de uno de ellos con el logotipo del Ejército del Aire informa que las dependencias fueron ampliadas en 1947.